# Penfield (Metro de Filadelfia)
Penfield  es una estación en la línea Púrpura del Metro de Filadelfia. La estación se encuentra localizada en Manoa Road & la Avenida Lawson en Filadelfia, Pensilvania.  La Autoridad de Transporte del Sureste de Pensilvania (por sus siglas en inglés SEPTA) es la encargada por el mantenimiento y administración de la estación. 

## Descripción y servicios
La estación Penfield cuenta con 2 plataformas laterales y 2 vías.  

## Conexiones
La estación es abastecida por las siguientes conexiones: 
- Rutas de autobuses de SEPTA: Ninguna